# Pseudomystus siamensis
Pseudomystus siamensis es una especie de peces de la familia Bagridae en el orden de los Siluriformes.

## Morfología
• Los machos pueden llegar alcanzar los 15 cm de longitud total.

## Distribución geográfica
Se encuentran en las cuencas de los ríos Chao Phraya, Mekong, Maeklong y del sureste de Tailandia.